# Duitse Democratische Republiek op de Olympische Winterspelen 1988
Tijdens de Olympische Winterspelen van 1988, die in Calgary (Canada) werden gehouden, nam de DDR voor de zesde keer deel.

## Medailleoverzicht
| Sport       | Olympiër                                                     | Discipline    | Medaille |
| ----------- | ------------------------------------------------------------ | ------------- | -------- |
| Biatlon     | Frank-Peter Roetsch                                          | 10 km (m)     | Goud     |
| Biatlon     | Frank-Peter Roetsch                                          | 20 km (m)     | Goud     |
| Kunstrijden | Katarina Witt                                                | vrouwen       | Goud     |
| Rodelen     | Jens Müller                                                  | mannen        | Goud     |
| Rodelen     | Steffi Walter                                                | vrouwen       | Goud     |
| Rodelen     | Jörg Hoffmann Jochen Pietzsch                                | dubbel        | Goud     |
| Schaatsen   | André Hoffmann                                               | 1500 m (m)    | Goud     |
| Schaatsen   | Uwe-Jens Mey                                                 | 500 m (m)     | Goud     |
| Schaatsen   | Christa Rothenburger                                         | 1000 m (v)    | Goud     |
| Bobsleeën   | Wolfgang Hoppe Bogdan Musiol                                 | 2-mansbob (m) | Zilver   |
| Bobsleeën   | Wolfgang Hoppe Dietmar Schauerhammer Bogdan Musiol Ingo Voge | 4-mansbob (m) | Zilver   |
| Rodelen     | Ute Oberhoffner                                              | vrouwen       | Zilver   |
| Rodelen     | Stefan Krauße Jan Behrendt                                   | dubbel        | Zilver   |
| Schaatsen   | Uwe-Jens Mey                                                 | 1000 m (m)    | Zilver   |
| Schaatsen   | Andrea Ehrig                                                 | 3000 m (v)    | Zilver   |
| Schaatsen   | Andrea Ehrig                                                 | 5000 m (v)    | Zilver   |
| Schaatsen   | Karin Kania                                                  | 1000 m (v)    | Zilver   |
| Schaatsen   | Karin Kania                                                  | 1500 m (v)    | Zilver   |
| Schaatsen   | Christa Rothenburger                                         | 500 m (v)     | Zilver   |
| Bobsleeën   | Bernhard Lehmann Mario Hoyer                                 | 2-mansbob (m) | Brons    |
| Rodelen     | Cerstin Schmidt                                              | vrouwen       | Brons    |
| Schaatsen   | Andrea Ehrig                                                 | 1500 m (v)    | Brons    |
| Schaatsen   | Karin Kania                                                  | 500 m (v)     | Brons    |
| Schaatsen   | Gabi Zange                                                   | 3000 m (v)    | Brons    |
| Schaatsen   | Gabi Zange                                                   | 5000 m (v)    | Brons    |

## Deelnemers en resultaten

### Biatlon
| Olympiër                                                            | Discipline             | Resultaat | Prestatie |
| ------------------------------------------------------------------- | ---------------------- | --------- | --- |
| Birk Anders                                                         | 10 km (m)              | 4e        | 25.51,8 (+43,7) pen.: 2 (0 + 2)                                                                                             |
| Matthias Jacob                                                      | 20 km (m)              | 9e        | 58.20,1 (+1.46,8) pen.: 3 (0 + 2 + 1 + 0)                                                                                   |
| Frank Luck                                                          | 10 km (m)              | 6e        | 25.57,6 (+49,5) pen.: 1 (0 + 1)                                                                                             |
| Frank-Peter Roetsch                                                 | 10 km (m)              | Goud      | 25.08,1 pen.: 1 (0 + 1) |
| Frank-Peter Roetsch                                                 | 20 km (m)              | Goud      | 56.33,3 pen.: 3 (1 + 1 + 0 + 1)                                                                                             |
| André Sehmisch                                                      | 10 km (m)              | 5e        | 25.52,3 (+44,2) pen.: 2 (1 + 1)                                                                                             |
| André Sehmisch                                                      | 20 km (m)              | 7e        | 58.11,4 (+1.38,1) pen.: 3 (0 + 1 + 2 + 0)                                                                                   |
| Jürgen Wirth                                                        | 20 km (m)              | 16e       | 1:00.25,9 (+4.52,6) pen.: 3 (1 + 0 + 1 + 1)                                                                                 |
| Team Jürgen Wirth Frank-Peter Roetsch Matthias Jacob André Sehmisch | 4x7,5 km estafette (m) | 5e        | 1:24.28,4 (+1.58,4) pen.: 3 22.51,8 pen.: 3 (3 + 0) 20.20,9 pen.: 0 (0 + 0) 20.29,1 pen.: 0 (0 + 0) 20.46,6 pen.: 0 (0 + 0) |

### Bobsleeën
| Olympiër                                                     | Discipline           | Resultaat | Prestatie                                       |
| ------------------------------------------------------------ | -------------------- | --------- | ----------------------------------------------- |
| Wolfgang Hoppe Bogdan Musiol                                 | 2-mansbob (m) DDR I  | Zilver    | 3.54,19 (+0,71) (57,06 / 59,26 / 59,45 / 58,42) |
| Bernhard Lehmann Mario Hoyer                                 | 2-mansbob (m) DDR II | Brons     | 3.54,64 (+1,16) (57,65 / 58,67 / 59,59 / 58,73) |
| Wolfgang Hoppe Dietmar Schauerhammer Bogdan Musiol Ingo Voge | 4-mansbob (m) DDR I  | Zilver    | 3.47,58 (+0,07) (56,16 / 57,31 / 56,77 / 57,34) |
| Detlef Richter Bodo Ferl Ludwig Jahn Alexander Szelig        | 4-mansbob (m) DDR II | 8e        | 3.49,06 (+1,55) (57,18 / 57,60 / 56,33 / 57,95) |

### Kunstrijden
| Olympiër                      | Discipline | Resultaat | Prestatie                                                        |
| ----------------------------- | ---------- | --------- | ---------------------------------------------------------------- |
| Michael Huth                  | mannen     | 23e       | 45,6 punten (verpl. figuren: 21 - korte kür: 25 - lange kür: 23) |
| Katarina Witt                 | vrouwen    | Goud      | 4,2 punten (verpl. figuren: 3 - korte kür: 1 - lange kür: 2)     |
| Simone Koch                   | vrouwen    | 9e        | 19,6 punten (verpl. figuren: 14 - korte kür: 8 - lange kür: 8)   |
| Peggy Schwarz Alexander König | paarrijden | 7e        | 10,4 punten (korte kür: 11 - lange kür: 6)                       |

### Langlaufen
| Olympiër                                                           | Discipline            | Resultaat | Prestatie                                           |
| ------------------------------------------------------------------ | --------------------- | --------- | --------------------------------------------------- |
| Holger Bauroth                                                     | 15 km klassiek (m)    | 21e       | 43.59,2 (+2.40,3)                                   |
| Holger Bauroth                                                     | 30 km klassiek (m)    | 22e       | 1:30.03,4 (+5.37,1)                                 |
| Holger Bauroth                                                     | 50 km vrije stijl (m) | 5e        | 2:07.02,4 (+2.31,5)                                 |
| Uwe Bellmann                                                       | 15 km klassiek (m)    | 5e        | 42.17,8 (+58,9)                                     |
| Uwe Bellmann                                                       | 30 km klassiek (m)    | 15e       | 1:28.37,2 (+4.10,9)                                 |
| Uwe Bellmann                                                       | 50 km vrije stijl (m) | 8e        | 2:08.18,6 (+3.47,7)                                 |
|                                                                    |                       |           |                                                     |
| Simone Greiner-Petter                                              | 10 km klassiek (v)    | 21e       | 31.53,0 (+1.44,7)                                   |
| Simone Greiner-Petter                                              | 20 km vrije stijl (v) | 15e       | 59.01,2 (+3.07,6)                                   |
| Susann Kuhfittig                                                   | 5 km klassiek (v)     | 37e       | 16.41,9 (+1.37,9)                                   |
| Susann Kuhfittig                                                   | 10 km klassiek (v)    | 23e       | 32.01,5 (+1.53,2)                                   |
| Susann Kuhfittig                                                   | 20 km vrije stijl (v) | 38e       | 1:03.05,8 (+7.12,2)                                 |
| Kerstin Moring                                                     | 5 km klassiek (v)     | 19e       | 16.01,6 (+57,6)                                     |
| Kerstin Moring                                                     | 10 km klassiek (v)    | 25e       | 32.12,8 (+2.04,5)                                   |
| Kerstin Moring                                                     | 20 km vrije stijl (v) | 7e        | 58.17,2 (+2.23,6)                                   |
| Simone Opitz                                                       | 5 km klassiek (v)     | 13e       | 15.41,1 (+37,1)                                     |
| Simone Opitz                                                       | 10 km klassiek (v)    | 10e       | 31.14,3 (+1.06,0)                                   |
| Simone Opitz                                                       | 20 km vrije stijl (v) | 5e        | 57.54,3 (+2.00,7)                                   |
| Silke Braun                                                        | 5 km klassiek (v)     | 25e       | 16.22,5 (+1.18,5)                                   |
| Team Kerstin Moring Simone Opitz Silke Braun Simone Greiner-Petter | 4x5 km estafette (v)  | 5e        | 1:02.19,9 (+2.28,8) 15.26,3 15.28,6 16.42,4 14.42,6 |

### Noordse combinatie
| Olympiër                                    | Discipline      | Resultaat | Prestatie |
| ------------------------------------------- | --------------- | --------- | --- |
| Uwe Prenzel                                 | individueel (m) | 4e        | +1.10,7 — schans: 207,6 p — 15 km: 38.18,8 |
| Marko Frank                                 | individueel (m) | 8e        | +1.48,1 — schans: 209,4 p — 15 km: 39.08,2 |
| Thomas Prenzel                              | individueel (m) | 9e        | +1.50,6 — schans: 215,5 p — 15 km: 39.51,4 |
| Team Thomas Prenzel Marko Frank Uwe Prenzel | team (m)        | 5e        | +2.18,5 — schans: 571,6 p — 30 km: 1:18.13,5 schans: 183,9 p — 10 km: 26.23,9 schans: 195,9 p — 10 km: 26.12,1 schans: 191,8 p — 10 km: 25.37,5 |

### Rodelen
| Olympiër                      | Discipline | Resultaat | Prestatie                                             |
| ----------------------------- | ---------- | --------- | ----------------------------------------------------- |
| Jens Müller                   | mannen     | Goud      | 3.05,548 (46,301 / 46,444 / 46,436 / 46,367)          |
| Thomas Jacob                  | mannen     | 4e        | 3.06,358 (+0,810) (46,426 / 46,638 / 46,433 / 46,861) |
| Michael Walter                | mannen     | 5e        | 3.06,933 (+1,385) (46,578 / 46,754 / 46,838 / 46,763) |
| Steffi Walter                 | vrouwen    | Goud      | 3.03,973 (45,828 / 46,173 / 45,969 / 46,003)          |
| Ute Oberhoffner               | vrouwen    | Zilver    | 3.04,105 (+0,132) (45,906 / 46,057 / 46,150 / 45,992) |
| Cerstin Schmidt               | vrouwen    | Brons     | 3.04,181 (+0,208) (46,078 / 46,020 / 46,059 / 46,024) |
| Jörg Hoffmann Jochen Pietzsch | dubbel     | Goud      | 1.31,940 (45,786 / 46,154)                            |
| Stefan Krauße Jan Behrendt    | dubbel     | Zilver    | 1.32,039 (+0,099) (45,886 / 46,153)                   |

### Schaatsen
| Olympiër             | Discipline   | Resultaat | Prestatie         |
| -------------------- | ------------ | --------- | ----------------- |
| Peter Adeberg        | 500 m (m)    | 28e       | 38,11 (+1,66)     |
| Peter Adeberg        | 1000 m (m)   | 8e        | 1.14,19 (+1,16)   |
| Peter Adeberg        | 1500 m (m)   | 8e        | 1.53,57 (+1,51)   |
| Roland Freier        | 5000 m (m)   | 8e        | 6.51,42 (+6,79)   |
| Roland Freier        | 10.000 m (m) | 8e        | 14.19,16 (+30,96) |
| André Hoffmann       | 500 m (m)    | 21e       | 37,75 (+1,30)     |
| André Hoffmann       | 1000 m (m)   | 15e       | 1.14,62 (+1,59)   |
| André Hoffmann       | 1500 m (m)   | Goud      | 1.52,06           |
| Uwe-Jens Mey         | 500 m (m)    | Goud      | 36,45             |
| Uwe-Jens Mey         | 1000 m (m)   | Zilver    | 1.13,11 (+0,08)   |
|                      |              |           |                   |
| Andrea Ehrig         | 500 m (v)    | 10e       | 40,71 (+1,61)     |
| Andrea Ehrig         | 1000 m (v)   | 4e        | 1.19,32 (+1,67)   |
| Andrea Ehrig         | 1500 m (v)   | Brons     | 2.01,49 (+0,81)   |
| Andrea Ehrig         | 3000 m (v)   | Zilver    | 4.12,09 (+0,15)   |
| Andrea Ehrig         | 5000 m (v)   | Zilver    | 7.17,12 (+2,99)   |
| Karin Kania          | 500 m (v)    | Brons     | 39,24 (+0,14)     |
| Karin Kania          | 1000 m (v)   | Zilver    | 1.17,70 (+0,05)   |
| Karin Kania          | 1500 m (v)   | Zilver    | 2.00,82 (+0,14)   |
| Karin Kania          | 3000 m (v)   | 4e        | 4.18,80 (+6,86)   |
| Christa Rothenburger | 500 m (v)    | Zilver    | 39,12 (+0,02)     |
| Christa Rothenburger | 1000 m (v)   | Goud      | 1.17,65           |
| Gunda Kleemann       | 1500 m (v)   | 7e        | 2.04,68 (+4,00)   |
| Gunda Kleemann       | 5000 m (v)   | 7e        | 7.34,59 (+20,46)  |
| Angela Stahnke       | 500 m (v)    | 4e        | 39,68 (+0,58)     |
| Angela Stahnke       | 1000 m (v)   | 6e        | 1.20,05 (+2,40)   |
| Gabi Zange           | 3000 m (v)   | Brons     | 4.16,92 (+4,98)   |
| Gabi Zange           | 5000 m (v)   | Brons     | 7.21,61 (+7,48)   |

### Schansspringen
| Olympiër      | Discipline                     | Resultaat | Prestatie                                         |
| ------------- | ------------------------------ | --------- | ------------------------------------------------- |
| Remo Lederer  | normale schans individueel (m) | 21e       | 185,2 punten 94,3 p. (79,5 m) + 90,9 p. (78,0 m)  |
| Remo Lederer  | grote schans individueel (m)   | 22e       | 181,8 punten 98,1 p. (105,5 m) + 83,7 p. (97,0 m) |
| Jens Weißflog | normale schans individueel (m) | 9e        | 196,6 punten 99,5 p. (81,5 m) + 97,1 p. (80,0 m)  |
| Jens Weißflog | grote schans individueel (m)   | 31e       | 172,0 punten 95,7 p. (104,5 m) + 76,3 p. (93,5 m) |

Amerikaanse Maagdeneilanden · Andorra · Argentinië · Australië · België · Bolivia · Bondsrepubliek Duitsland · Bulgarije · Canada · Chili · China · Chinees Taipei · Costa Rica · Cyprus · Denemarken · Duitse Democratische Republiek · Fiji · Filipijnen · Finland · Frankrijk · Griekenland · Groot-Brittannië · Guam · Guatemala · Hongarije · IJsland · India · Italië · Jamaica · Japan · Joegoslavië · Libanon · Liechtenstein · Luxemburg · Marokko · Mexico · Monaco · Mongolië · Nederland · Nederlandse Antillen · Nieuw-Zeeland · Noord-Korea · Noorwegen · Oostenrijk · Polen · Portugal · Puerto Rico · Roemenië · San Marino · Sovjet-Unie · Spanje · Tsjecho-Slowakije · Turkije · Verenigde Staten · Zuid-Korea · Zweden · Zwitserland